# Myopias bidens
Myopias bidens (лат.) — вид муравьёв рода Myopias (Formicidae) из подсемейства понерины (Ponerinae).

## Распространение
Юго-Восточная Азия, Индонезия (Суматра) и Таиланд.

## Описание
Среднего размера муравьи (около 0,5 см) коричневого цвета.
Отличается следующими признаками: глаза у рабочих средние и состоят примерно из 5 омматидиев по длиннейшей оси, размеры мелкие для своего рода (общая длина тела рабочих TL от 5,10 до 5,50 мм, ширина головы HW от 0,79 до 0,96 мм, самки крупнее), жевательный край мандибул с 4 зубцами, тело гладкое и блестящее.
Усики 12-члениковые. Мандибулы узкие и длинные, с клипеусом не соприкасаются, когда закрыты. Глаза самок расположены в передней боковой половине головы. Жвалы прикрепляются в переднебоковых частях передней поверхности головы. Медиальный клипеальный выступ прямой. Стебелёк между грудкой и брюшком состоит из одного членика (узловидного петиолюса) с округлой верхней частью. Брюшко с сильной перетяжкой на IV сегменте. Коготки задних ног простые, без зубцов на их внутренней поверхности. Голени задних ног с двумя шпорами (одной крупной гребневидной и другой простой и мелкой). Жало развито. Вид был впервые описан в 1900 году под первоначальным названием Trapeziopelta bidens Emery, 1900, а его валидный статус подтверждён в ходе ревизии, проведённой в 2018 году таиландскими мирмекологами.